# Бронница (Гомельская область)
Бронница (бел. Бронніца) — деревня в Липиничском сельсовете Буда-Кошелёвского района Гомельской области Беларуси.

## География

### Расположение
В 12 км на север от районного центра и железнодорожной станции Буда-Кошелёвская (на линии Жлобин — Гомель), 60 км от Гомеля.

### Гидрография
Река Глина (приток река Липа).

## Транспортная сеть
Транспортные связи по просёлочной, затем автомобильной дороге Чечерск — Буда-Кошелёво.
Планировка состоит из прямолинейной широтной улицы, застроенной двусторонне деревянными домами усадебного типа.

## История
Обнаруженный археологами курганный могильник (4 насыпи в 2 км на восток от деревни) свидетельствует о заселении этих мест с давних времён. 
В 1707 году упоминается как деревня в Речицком повете ВКЛ. В XVIII веке деревня в Рогачёвском уезде Могилёвской губернии. В 1799 году 5 хозяйств из 15-ти занимались пчеловодством. Хозяин рядом располагавшегося фольварка владел в 1862 году 5351 десятиной земли, в его собственности находились: водяная мельница, сукноваляльня и 4 корчмы. Как крупный населённый пункт упоминается в «Географо-статистическом словаре Российской империи». По переписи 1897 г. располагались: школа грамоты, хлебозапасный магазин, ветряная мельница. В 1909 году в Кошелёвской волости, в фольварке 500 десятин земли.
В 1923 году открыта школа, которая размещалась в наёмном крестьянском доме. В 1930 году организованы колхозы «Передовик» и «Красный партизан», работали 2 кузницы. Во время Великой Отечественной войны, в 1943 году в деревне и окрестности базировался партизанский отряд № 108 имени Г. И. Котовского. В 1959 году в составе колхоза «Заря» (центр — деревня Липиничи). Начальная школа.
В 1969 году в деревню переселились жители посёлок Подясень.

## Население

### Численность
- 2004 год — 75 хозяйств. 214 жителей.

### Динамика
- 1799 год — 15 хозяйств.
- 1876 год — 29 дворов.
- 1897 год — 52 двора, 403 жителя (согласно переписи). В фольварке — 17 жителей
- 1909 год — 62 двора, 473 жителя. В фольварке — 4 двора, 16 жителей.
- 1959 год — 272 жителя (согласно переписи).
- 2004 год — 75 хозяйств. 214 жителей.

## Достопримечательность
- Курганный могильник периода раннего Средневековья (X–XIII вв.) —  Историко-культурная ценность Республики Беларусь, шифр 313В000131

## Известные уроженцы
- М. Я. Ткачёва — Герой Социалистического Труда.
- А. С .Кейзаров (4.10.1928 — 22.11.1994) — белорусский писатель.